# Malmgrenia monoechinata
Malmgrenia monoechinata är en ringmaskart som beskrevs av Rullier 1965. Malmgrenia monoechinata ingår i släktet Malmgrenia och familjen Polynoidae. Inga underarter finns listade i Catalogue of Life.